# Serafín Holgado de Antonio
Serafín Holgado de Antonio (Salamanca, 1950-Madrid, 1977) fue un militante comunista y estudiante de Derecho español, asesinado en la Matanza de Atocha en 1977.

## Biografía
Serafín Holgado nació en Salamanca. En la Universidad de Salamanca destacó por su actividad política, ligada al Partido Comunista de España (PCE) y a su órgano de prensa, Mundo Obrero. En 1976, antes de finalizar sus estudios de Derecho, empezó a trabajar en un despacho de abogados laboralistas de la calle de Atocha, dirigido por Manuela Carmena, que como otros despachos colectivos vinculados al PCE y Comisiones Obreras, asesoraba a los trabajadores y movimientos vecinales en aquellos años.
El 24 de enero de 1977, un grupo de pistoleros vinculados al partido ultraderechista Fuerza Nueva y el Sindicato Vertical de Transportes irrumpieron en el bufete, asesinando a Holgado, a tres abogados, Javier Sauquillo, Luis Javier Benavides y Enrique Valdelvira Ibáñez y al administrativo Ángel Rodríguez Leal, e hiriendo a Lola González Ruiz, Alejandro Ruiz-Huerta Carbonell, Miguel Sarabia Gil y Luis Ramos Pardo.

## Homenajes
El 11 de enero de 2002, el Consejo de Ministros le concedió a título póstumo la Gran Cruz de la Orden de San Raimundo de Peñafort.